# Biserica Sfântul Anton de Padova din Ilia

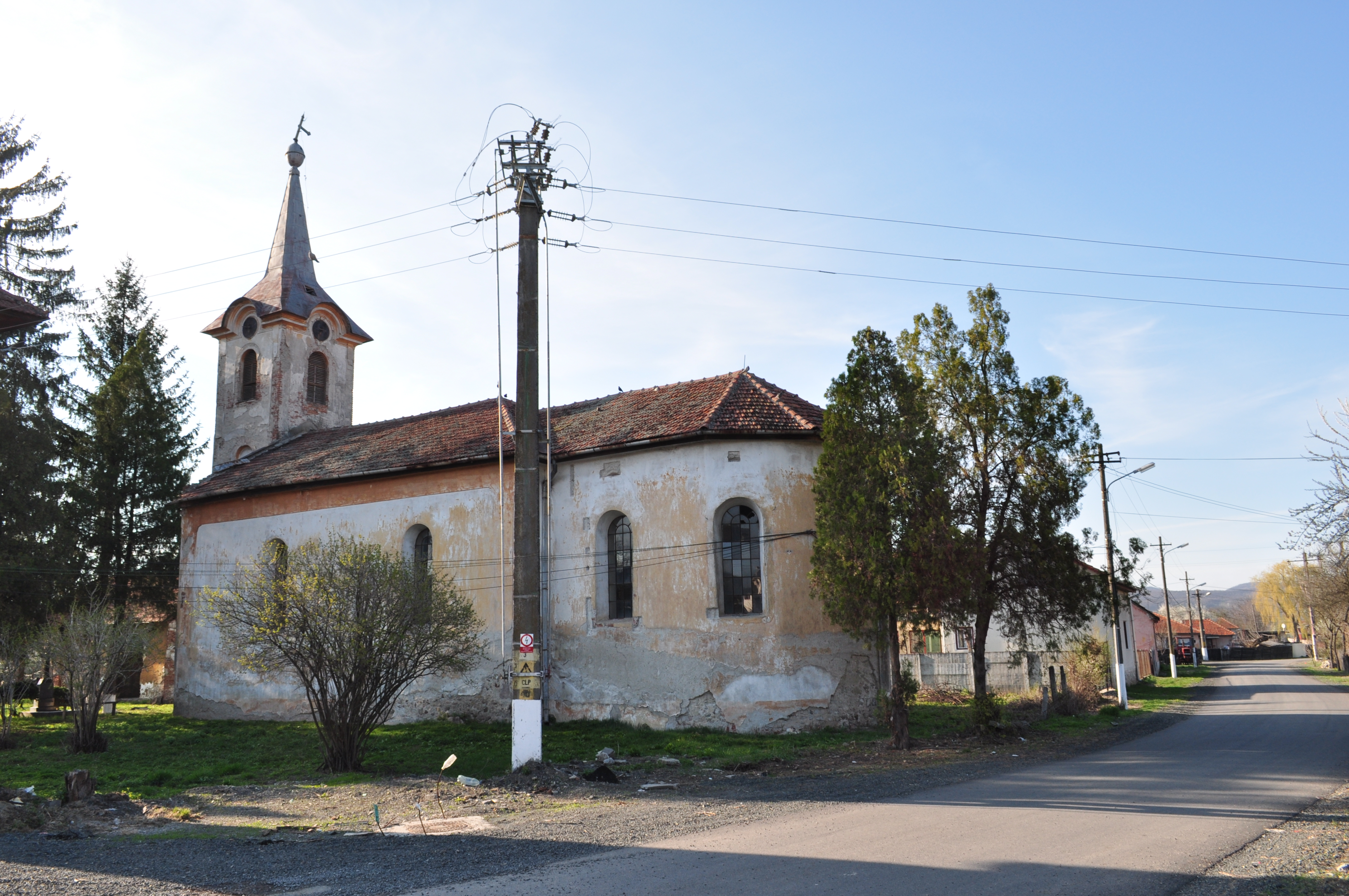
Biserica Sfântul Anton de Padova din Ilia (2012)

Biserica Romano-Catolică „Sfântul Anton de Padova” din Ilia este un monument istoric, cultural  și de arhitectură situat pe strada Libertății, numărul 5 în satul Ilia, județul Hunedoara, România.

## Prezentarea generală a bisericii:
Lăcașul de cult din strada Libertății, numărul 5 ( lb.hu. Libertatii utca, 5 számú)  a fost biserică parohială romano-catolică de sine stătătoare sute de ani la rând, ea având o comunitate romano-catolică proprie ce o ajutau să reziste, formată în principal din enoriași maghiari, dar și din enoriași români pe loc mediu și câțiva germani. Spre exemplu un recensământ confesional din anul 1901(lb. hu. 1901- év)  realizat de Pretura Maghiară Ilia (lb.hu. A Marosillye Magyar Pretura) arată ca în satul Ilia (lb.hu Marosillye) 161 de familii erau romano-catolice dintr-un total de 200 de familii.  
Ca lăcaș de cult Biserica Romano-Catolică Ilia aparține de Arhidieceza Romano-Catolică de Alba Iulia(lb.hu. A Gyulafehérvári Római Katolikus Érsekség), biserica de la Ilia fiind inclusă în Arhidecanatul Romano-Catolic de Hunedoara(lb.hu.  A Hunyadi Római katolikus arhidecanat) ce cuprinde bisericile romano-catolice din tot județul Hunedoara( Hunyad megye), arhidecanat care ține la rândul său de Arhidieceza Romano-Catolică de Alba Iulia ce cuprinde toate bisericile romano-catolice din întreg Ardealul (lb.hu. Erdély). 
La începutul anului 2015 biserica a trecut sub egida Mănăstirii Franciscane din Deva, ea fiind aproape și întrucât începând cu anul 1970 numărul enoriașilor romano-catolici din zona Iliei a început să scadă în mod drastic din cauza mortalității crescute  în rândul catolicilor de aici si datorită imbătrânirii  populației romano-catolice  din comuna Ilia și din unele sate aparținătoare ei precum Bacea și Bretea Mureșană unde existau cândva câteva familii romano-catolice, majoritatea romano-catolicilor fiind și  pe atunci totuși in localitatea Ilia. Astfel comunitatea catolică din zonă a decăzut treptat, biserica cândva foarte întreținută de enoriașii săi s-a ruinat acum în lipsa lor iar Mănăstirea Franciscană Deva a preluat biserica in 2015 pentru a o renova cât de cât prin anumite proiecte proprii. Odată cu scăderea numărului credincioșilor catolici, biserica lor nu s-a mai putut autoguverna ca pe vremuri când in Ilia erau multi romano-catolici. Reprezentanții Mănăstirii Franciscane Deva,  mănăstire care este lângă sediul Fundației Umanitare Franciscane ,,Sfântul Francisc de Assisi'' Deva, vrând să facă un bine Comunității Romano-Catolice Ilia au dorit inițial o renovare totală atât interioară cât și exterioară a bisericii însă treptat din lipsă de fonduri, ideea de renovare totală pentru biserica catolica din Ilia s-a restrâns apoi doar  la o simplă renovare interioară a sacristiei. Însă și sacristia s-a mai distrus fiind doar renovata atunci și nemaiîntretinută dupa aceea. În prezent biserica romano-catolică ,,Sfântul Anton de Padova'' Ilia se află într-o stare avansată de degradare atât interioară cât și exterioară, zidurile ei fiind pline de igrasie, geamurile sparte, tencuiala căzută in mare parte etc. De menționat mai este ca demult sute de anii Catolicismul Latin a dominat întreaga zonă a Iliei dar și a comunelor din jur precum Gurasada, Dobra, Brănișca, confesiunea  creștin-ortodoxă fiind în minoritate cu  toți enoriașii săi români. Mai erau pe alocuri și enoriași maghiari ai confesiunii reformat-calvine. Acum însă în regiunea Iliei predomină ortodoxismul bizantin, calvinismul reformat nemaiexistând aici de mulți ani. Astăzi comunitatea romano-catolica din Ilia mai numără foarte puține familii de enoriași. Din pricina acestui fapt liturghiile nu se mai țin în fiecare duminică la biserică căci nici preot catolic titular nu mai exista în zonă, astfel numai o dată în lună, de obicei pe la jumătatea lunii, preotul romano-catolic și călugărul franciscan Csaba Böjte de la Mănăstirea Franciscană Deva ,,Sfânta Fecioară Maria, regină'' (lb.hu. A Devai ,,Szűz Mária, királynő'' Ferences kolosor) unde mai viețuiesc câțiva călugări. El sosește la Ilia pentru a mai săvârșii Sfânta Liturghie la Biserica Catolică Ilia pentru puținii enoriași romano-catolici care au mai rămas în Ilia zilelor noastre. Liturghia este rostită în trei limbi și anume limba latină care este limba oficială a bisericilor romano-catolice, limba maghiară și limba română și germană ocazional. Părintele vine la Ilia în calitate de preot romano-catolic înlocuitor pentru a oficia Sfânta Liturghie Romană în Biserica Romano-Catolică din Ilia. Tot el oficiază și înmormântările și botezurile la nevoie. Părintele se deplasează din Deva spre Ilia cu o mașină în care duce cu el și câțiva copii care sunt ministranți, ei ajutându-l pe fratele Csaba să celebreze liturghiile atât la Ilia cât si la Deva la Mănăstirea Franciscană. De menționat este faptul că acești copii provin din rândul sutelor de  copii nevoiași cărora fundația le oferă o nouă șansă la educație, din cadrul Fundației Umanitare ,,Sfântul Francisc'' Deva (lb.hu.  A Devai ,,Szent Ferenc'' Humanitárius Alapítvány), fundație care îl are ca președinte si fondator pe părintele Csaba, ea având sediul lângă Mănăstirea Franciscană Deva. Preotul acesta mai sosește anual pe data de 13 iunie la biserica Ilia, când este celebrat sfântul Anton de Padova, acesta fiind patronul spiritual al bisericii Ilia.

## Istoricul bisericii
Biserica Romano-Catolică de la Ilia a fost construită în plin Ev Mediu de credincioșii romano-catolici ai locului bineînțeles și cu sprijinul Nobilimii Maghiare de credință romano-catolică din Ilia, în acest sens amintind Familia Nobiliară Maghiară Bornemisza. Se știe că pe lângă Biserica romano-catolică Ilia au viețuit pentru un timp îndelungat mai mulți călugări franciscani, membri ai Ordinului Franciscan Minorit din Ungaria, mulți preoți romano-catolici care oficiau sfânta liturghie aici fiind călugări franciscani ce aparțineau deci de acest ordin mănăstiresc romano-catolic, aveau școală confesională romano-catolică care desfășurau diverse activități în jurul bisericii, pe atunci această biserică era o instituție de sine stătătoare de care depindeau multe alte Bisericii Romano-Catolice de pe Valea Mureșului (lb.hu.Maros folyó) și  de la poalele respectiv  zona Munților Metaliferi (lb.hu. Erdélyi Érchegység ) Biserica  a fost închinată Sfântului Anton, un mare sfânt franciscan al Bisericii Romano-Catolice de pretutindeni. Franciscanii însă nu mai sunt amintiți în zona Iliei de pe la 1850, ei îmbătrânind și murind. Biserica însă avea pe atunci mulți enoriași romano-catolici și sosiseră pentru biserică preoți romano-catolicii simpli care nu mai erau  neapărat și călugări franciscani.
Foarte puține informații concrete se mai cunosc astăzi despre această biserică medievală din unele acte vechi sau din diverse documente respectiv registre ale bisericii, cronici. Cert însă este faptul că protectorul acestei bisericii este Sfântul Anton de Padova, dovadă clara în acest sens fiind Icoana Sfântului Anton de Padova (lb.hu. ,,Páduai Szent Antal'' ikon)    situata in retablul altarului principal al bisericii catolice,icoană romano-catolică în stil baroc barocă ce îl reprezintă pe Sfântul Anton de Padova țindu-l in brațe pe Pruncul Isus.  

## Obiective din curtea bisericii

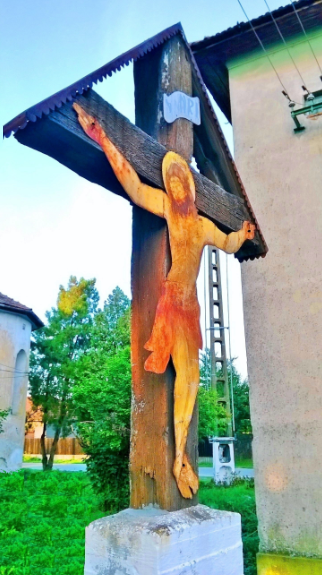
Troița din lemn ce îl reprezintă pe Domnul Isus Cristos răstignit. Troița din lemn este situată în Curtea Bisericii Romano-Catolice Sfântul Anton de Padova Ilia. Această troiță a fost construită în anul 1879 - fotografie realizată în data de 25.08.2015.

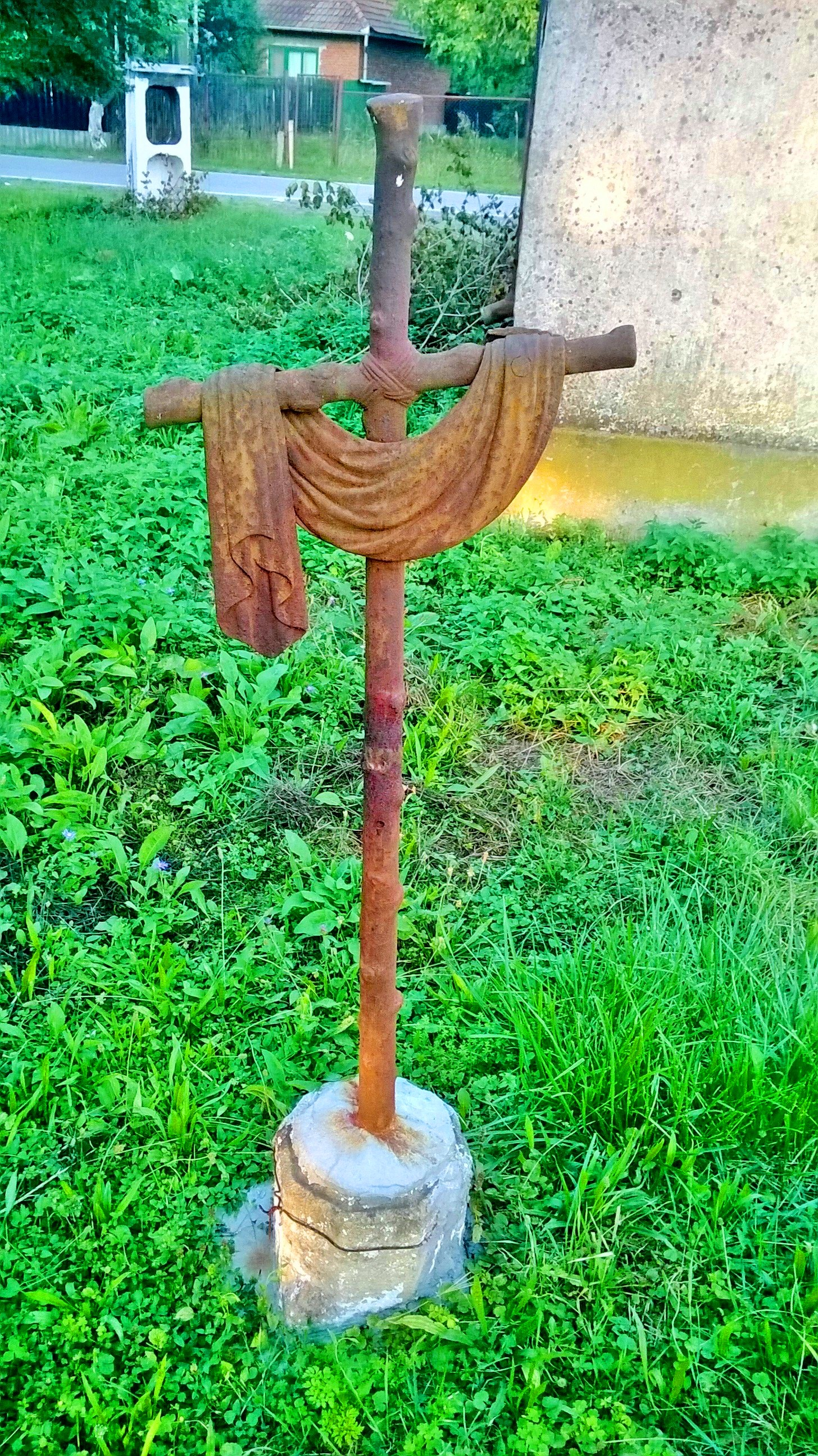
Troița de fier ce prezintă Giulgiul în care conform povestirii biblice, Domnul Nostru Isus Cristos a fost înfășurat de Sfânta Fecioară Maria și de Sfântul Iosif după ce tot ei l-au coborât de pe cruce, urmând apoi ca tot ei să-l pună pe Isus în mormânt. Troița de fier este poziționată în Curtea Bisericii Romano-Catolice ,,Sfântul Anton de Padova Ilia și a fost construită în anul 1901 - fotografie realizată în data de 25.08.2015.

Crucea din marmură neagră a preotului romano-catolic László Domokos, situată la mormântul părintelui din Curtea Bisericii Romano-Catolice ,,Sfântul Anton de Padova Ilia. Crucea datează din data de 30.11.1959. - fotografie realizată în data de 25.08.2015.

### Mormântul lui Melchior Margai
În peretele vestic al bisericii Romano-Catolice din Ilia se află inclus în zidul gros exterior un mormânt romano-catolic și anume Mormântul lui Melchior Margai (lb.hu. Márgai Melchior Sírkő)  În stânga e peretelui  vestic al bisericii se poate observa  o placă funerară care datează din anul 1581, lucru ce ne demonstrează in mod cert că aici este vorba de un mormânt feudal săpat tocmai in partea exterioară a zidului de piatră masivă al bisericii. Dacă se citește cu atenție inscripția latinească de pe acestă criptă funerară se poate observa că in 1581 aici a fost depus trupul unui anume Margai Melchior (lb. lat. Melchior Margai) de origine maghiaro-polonă, fiul cel mic al unui anume nobil tot de orginie polonă numit Margai Melchioris (lb.lat.Melchioris Margai), acest lucru fiind unul dintre primele precizate aici:  „Hic tumultatus est Melchior Margai  iunio filius egregy odam Melchioris Margai Senioris magistri curiæ serenissimi Regis Poloniæ ac Principis Transilvaniæ...” . Citind  mai jos mesajul inscripției aflăm că acest Margai Melchior  a murit la varsta de 14 luni „...aetatis suae 14 mense...”. Tatăl copilului era poloez și deținea câteva terenuri în zona noastră. 

### Troițele
Discutăm despre doua troițe (lb.hu.keresztek) prezente și anume: Troița romano-catolică de lemn din Ilia (lb. A Marosillyei római katolikus fakereszt) și Troița romano-catolică de fier din Ilia (lb.hu. A Marosillyei római katolikus vaskereszt). În Curtea Bisericii Romano-Catolice ,,Sfântul Anton de Padova'' Ilia, nu departe de intrarea  principală dinspre Piața ,,Sfântul Anton de Padova'' Ilia respectiv dinspre Strada Libertății(în trecut Strada Regina Maria), mai precis în partea dreaptă se află o troiță sub formă ca de statuie romano-catolică ce are în componență un  înalt postament dreptunghiular neted realizat din ciment turnat și o cruce mare realizată din lemn de gorun ce îl înfățișează pe Domnul Nostru Isus Cristos răstignit, corpul său ce părea a fi ca cel real fiind realizat din metal, pictat cu culorile specifice și apoi prins de cruce care la rândul ei este bine poziționată în acel postament . Tot pe această troiță se mai poate observa și o plachetă realizată tot din metal,  a fost prinsă de troiță și poartă scrisă cu  culoarea neagră  antica inscripția biblică latinească I.N.R.I.(Iesus Nazarenus Rex Iudaorem - tradus în limba română: Isus Nazarenianul Regele Iudeilor). Această troiță a fost ridicată în anul 1879 de către un meșter tâmplar  priceput ce locuia în satul Ilia.
Mai târziu în anul 1901 lângă această troiță existentă, mai precis în partea dreaptă a acesteia a fost ridicată încă o troiță, o nouă troiță ce are în componență un  mic postament octogonal realizat din ciment turnat și o cruce mai mică realizată din fier ce înfățișează giulgiul în care conform povestirii biblice antice, Domnul Nostru Isus Cristos a fost înfășurat de Sfânta Fecioară Maria și de Sfântu Iosif după ce tot ei l-au coborât de pe cruce, urmând apoi ca tot ei să-l pună pe Isus în mormânt. Giulgiul troiței este realizat tot din fier, a fost vopsit în culoarea albă și imita bine tenta de material. Această troiță a fost ridicată de familia unui meșter zidar ce locuia în Ilia. Odată cu construirea celei de-a doua troițe,cea de fier, tot familia zidarului respectiv a adăugat  și primei troițe, celei din  lemn,  un acoperiș de tablă, sus, în două ape  pentru a fi  bine protejată de ploi și astfel să reziste mai mult. Un an mai târziu, adică în anul 1902, tot această familie a zidarului a adăugat și  troiței de fier un brâu neted la postament pentru un aspect mai plăcut. Astfel cele două troițe din Curtea Bisericii Romano-Catolice ,,Sfântul Anton de Padova'' Ilia erau plăcute la vedere și apreciate de public. 
Cele două troițe din Curtea Bisericii Romano-Catolice Ilia  de atunci, adică din anul 1902, nu au mai suferit nici o intervenție păstrându-se relativ bine de-a lungul timpului. În fiecare duminică dimineața înainte ca clopotele bisericii catolice Ilia să bată anunțând ziua de sărbătoare, mereu preotul romano-catolic al satului Ilia aprindea câte o lumânare de tip candelă pe postamentul fiecărei troițe iar apoi înainte de începerea  Sfintei Liturghii, femeile romano-catolice ale  satului atât cele tinere cât și cele vârstnice aduceau  mici buchete flori de grădină și le așezau frumos tot pe postamentul troițelor pe lângă candela aprinsă înainte de preot. Bărbații și copiii băieți și fete însoțeau femeile însă în timp ce femeile și copiii ce le asistau se opreau la troițe cu flori, bărbații doar se închinau în dreptul troițelor după care intrau în biserică să își ocupe locul. Toate acestea în semn de prețuire a bisericii catolice și a anexelor ei. Apoi  veneau și femeile cu copiii și participau cu toții în interiorul bisericii la Sfânta Liturghie unde preotul îi aștepta.
Timpul trecea liniștit în Ilia. Însă noi intervenții au apărut la cele două troițe din curtea bisericii romano-catolice Ilia odată cu sosirea anului 1970, în vară când întreg satul Ilia se afla sub ape întucât râul Mureș ce strabate periferia satului a ieșit din matca sa datorită precipitațiilor abundente ce căzuseră neîntrerupt peste sat timp de aproape trei săptămâni , ajungându-se ca după  acele ploi  și unele sate precum satul Bacea sau Bretea Mureșană și Săcămaș din apropierea Iliei să fie parțial inundate mai ales în zonele agricole cu diverse culturi. Ilia a fost inundată foarte repede întrucât în această zonă râul Mureș nu era prevăzut cu diguri de protecție pentru că până atunci nu fusese cazul. Aceste inundații venite ,acum după aproape o lună de secetă ce secase aproape toate fântânile Iliei, au afectat serios infrastructura localității mai ales la zidurile și fundațiile în centru, fiind într-o zonă joasă. Astfel au fost avariate după atâta vreme și cele două troițe din curtea bisericii romano-catolice Ilia. După vreo lună și jumate apele au început să se retragă căci nu mai ploase de la inundații, râul Mureș și-a reintrat în matcă iar locuitorii Iliei profitând acum de vremea însorită au ridicat pe lângă râul Mureș, pe partea cu satul, un dig de apărare relativ înalt din nisip și pământ pentru ca asemenea incidente nefericite să nu se mai repete în comună. Apoi tot locuitorii Iliei au început să își refacă locuințele afectate de ape, clădirile de bază ale localității precum primăria , hotelul, aprozarele, cinematograful recent zidit, biserica, școala, spitalul orășenesc Ilia,  vechea casă de cultură care fusese cazino, banca, sinagoga evreiască care azi nu mai există ca ziduri ci doar fundația ei , căci nici evrei nu mai sunt de mult timp la Ilia, cimitirul evreiesc din Ilia fiind acum pustiit tot din cauza plecării lor în Israel, etc.
Astfel s-au făcut lucrări de reabilitare și la cele două troițe însă nu de mare amploare ca la clădirile din centru spre exemplu. Lucrările de reabilitare la cele două troițe au constat în reconsolidarea cu un nou strat de ciment a celor două postamente din beton întrucât, ele fuseseră fisurate în adâncime de acțiunea dură a apei, restul componentelor troițelor fiind intacte. Astfel troițele au avut iar un aspect frumos. Lucrările de reconsolidare ale troițelor au fost realizate de sacristierul bisericii romano-catolice Ilia.
Din anul 1970, aceste nu au mai fost atinse, ele din nou reușind să se conserve relativ bine în timp.
Asta până în anul 1977, dacă atât ele cât și întreaga comună au scapat cu bine de Marele Cutremur ce s-a resimțit atunci în toată țara, în zona Iliei înregistându-se doar câteva crăpături minore la zidurile unor case. Totuși au mai întâlnit alte obstacole. Aici este vorba de noul val de inundații ce a cuprins localitatea Ilia deoarece un segment destul de lung al digului de protecție s-a dizlocat peste noapte de restul corpului de susținere al digului din cauză că din nou râul Mureș a ieșit din matcă. Aceste inundații au fost provocate de această dată de topirea zăpezilor întrucât inundațiile s-au produs primăvara când zăpezile abundente din iarnă începeau să se topească. De menționat este că în iarna aceea ninsese mult în zonă căci nu fusese anotimp friguros.
Astfel noul val de inundații au inudat iar toată localitatea Ilia pentru o lună și jumătate, timp în care nivelul apei ajunsese la jumătatea pereților caselor și clădirilor din întreaga Ilie infiltrând în ziduri  igrasia, toate străzile erau sub ape. Din nou și  și satele din jurul Iliei au fost grav afectate, apele ajungând din Ilia până în centrul unor sate precum satul Bacea, Săcămaș, Cuieș sau Bretea Mureșană și au deteriorat serios unele case. Astfel au fost grav avariate de această dată și troițele bisericii catolice din Ilia. Cu timpul apele  s-au retras, râul Mureș și-a reintrat în matcă iar segmentul de dig dislocat a fost reconstruit apoi întregul dig de apărare a fost înălțat cu un nou strat de nisip de catre locuitorii Iliei. Apoi locuitorii comunei iar au reînceput refacerea locuințelor și a clădirilor avariate ale Iliei.
După aceste inundații însă  din lipsă de interes, nimeni nu s-a mai ocupat de troițele din curtea bisericii romano-catolice, care acum după inundații și de timp  aveau fundamentele fisurate, crucea de lemn era putrezită pe alocuri, corpul lui Isus realizat din metal era acum ruginit aproape total, la fel și acoperișul, placheta și crucea de fier cu giulgiul.  Tragic este  faptul că și astăzi  ele se găsesc tot în acea stare avansată de degradare ca și biserica catolică și fosta școală catolică maghiară.

### Crucea preotului romano-catolic László Domokos
Această cruce este realizată din marmură neagră și marchează locul în care îsi doarme somnul de veci preotul László Domokos( funcțiee notată pe cruce în maghiară: plébános). Acesta a murit în anul 1959 la data de 22 noiembrie 1959(... 1959 nov. 22)  iar crucea a fost donată de comunitatea romano-catolică din Ilia pentru mormântul său. Crucea a fost  montată  la mormântul preotului de către un meșter zidar din localitate după  puțin timp de la moartea părintelui Domokos. Mai precis crucea a fost montată la data de 30 noiembrie 1959 adică după doar 5 zile de la moartea preotului. Această mobilizare rapidă a comunității romano-catolice din Ilia acelor vremuri se datorează faptului că preotul László Domokos a fost foarte iubit de întreaga comunitate romano-catolică din Ilia. Tot aceluiaș fapt se datorează și faptul că preotul  László Domokos nu a fost depus în cimitirul romano-catolic din localitate și anume în Cimitirul Romano-Catolic „Pacea” Ilia situat pe str. Unirii, nr 43, ci s-a hotărât ca trupul neînsuflețit al părintelui Domokos să fie depus tocmai în curtea bisericii Romano-Catolice Ilia, langă biserică.

### Crucile franciscanilor
În Cimitirul  Romano-Catolic ,,Pacea''  Ilia  erau înmormântați de mult timp  călugării franciscani și enoriașii romano-catolici ai Iliei iar mai apoi doar preoții romano catolici și enoriașii lor, totuși ultimii căugări franciscani ai Iliei au fost înmormântați în curtea Bisericii Romano-Catolice Ilia, ca dovadă  concretă a acestui fapt în curtea bisericii catolice pe lângă crucea preotului romano-catolic László Domokos mai există și alte două cruci vechi  din piatră masivă, fiecare cu câte o inscripție latinească. O cruce este situată chiar lângă mormântul preotului László Domokos iar cealaltă este situată în spatele bisericii Catolice. Peste ambele timpul și-a pus amprenta, ele fiind fisurate și scorojite.   
Franciscanii au sosit în zona Iliei deoarece familiile nobiliare maghiare ale locului la fel ca alte multe familii nobiliare maghiare de credință romano-catolică din anumite zone din Ardeal mai sponsorizau pe lângă unele biserici locale și unele mănăstiri romano-catolice din Regatul Ungariei tot prin anumite donații în semn de profundă credință față de biserica romano-catolică și  față de națiunea din care făceau parte și anume cea maghiară. În schimb, aceste mănăstiri mai trimiteau călugări franciscani în acele zone ardelenești pentru a ajuta la diverse activități bisericești și pentru a menține alături de comunitate catolicismul în acele zone.   
Romano-Catolicismul ca religie a pătruns cu mult timp înainte în Ardeal numit și Transilvania prin Sfântul Rege Ștefan I al Ungariei (lb.hu. Szent István I magyar király) ce a primit el însuși botezul de la Papalitate.  
Se știe că undeva la finele Evului Mediu European la Biserica Romano-Catolică din Ilia au sosit din Regatul Ungariei câțiva călugări franciscani minoriți care s-au așezat pe lângă biserica catolică și desfășurau anumite activități precum oficierea unor liturghii sau asistarea preotului paroh catolic la oficierea unor liturghii, predau limba latina și muzica religioasă la școala confesională din Ilia unde ajutau preotul la predarea matematicii elementare pe atunci acesta fiind și învățător dar și sfătuitor în pretura din Ilia.  Franciscanii însă nu se amestecau în treaba preturii de aici. Dintre acești călugări doar o mică parte s-au întors după zeci de ani în Regatul Ungariei la câteva mănăstiri franciscane de unde veniseră  iar majoritatea acestora au rămas în Ilia continuându-și  vechile activități. Cei rămași la Ilia s-au apucat și de creșterea vitelor vaci și cai ca ba chiar de cultivarea unor legume precum morcovi, roșii etc ce serveau pe post de hrană. Se știe că locul pentru construirea grajdiurilor a fost donat bisericii catolice din Ilia de către nobili maghiari înstăriți ai locului care pe atunci erau renumiți în tot Ardealul pentru bogățiile lor și care dețineau vaste domenii cu case, lacuri, conace și păduri în zona Iliei ele fiind moștenite, primite sau construite de nobili. La fel și locul pentru culturile de legume a fost donat tot de nobilii maghiari ai locului către biserică. Franciscanii din Ilia însă o dată cu trecerea timpului au îmbătrânit și au murit fiind înmormântați  pe rând în cimitirul romano-catolic Ilia. Într-un final pe lângă biserică au rămâs doar doi călugări, care văzându-se acum bătrâni, și ei l-au rugat pe preotul de atunci să nu îi înmormânteze în cimitir ca pe restul călugărilor și ca pe toți enoriașii catolici, ci pe ei să îi înmormânteze când vor muri aici în lângă biserica pe lângă care au viețuit aproape jumătate din viață, când au sosit fiind toți destul de tineri. După moartea ultimilor franciscani din Ilia nu au mai venit niciodată alții aici să viețuiască ci doar la unele sărbători și atunci în trecere. Tot după moartea lor preotul ca și înainte cu mult timp de venirea franciscanilor în Ilia, era unicul învățător și slujea singur liturghiile, mai era și cu funcția din cadrul Preturei Maghiare din Ilia  însă a continuat pentru mult timp pe lângă aceste funcții vechi și ceea ce inițiaseră franciscanii aici și anume creșterea vacilor și cailor dar și cultiarea legumelor. Astăzi Grădina de legume a Bisericii Romano-Catolice din Ilia (lb.hu. A Marosillye római katolikus templomai zöldségkert) nu mai există și nici Grajdiul pentru vite a Bisericii Romano-Catolice din Ilia (lb.hu. A Marosillye római katolikus templomai istálló)  căci s-au distrus complet, nemaiîngrijindu-le nimeni, dar se cunoaște faptul că  gradina era amplasată  pe locul unde în prezent sunt grădini private la care ai acces din actuala stradă a Unirii, acestea aparținând acum  de casele de pe această stradă iar grajdiul era situat tot pe strada Unirii mai la intreare în localitate, pe locul grajdiului fiind acum un teren agricol privat.  De menonat aici este faptul că există și astăzi clădirea fostei Preturi Maghiare Ilia care era ca un sfat al locului pe atunci. Clădirea Preturei Ilia a fost lăsată mult timp în paragină duă desființarea preturei din lipsă de consilieri maghiari. Clădirea fostei Preturi Ilia a adăpostit în perioada comunistă Internatul  Liceului Ilia, internat deicat copiilor  navetiști. Iar astăzi clădirea fostei preturi adăpostește  laboratorul de biologie, un hol și centrul de informare(C.D.I) al Liceului Teoretic,,Silviu Dragomir'' Ilia. În interiorul preturei maghiare  Ilia majoritatea membrilor trebuiau să fie de religie romano-catolică.  

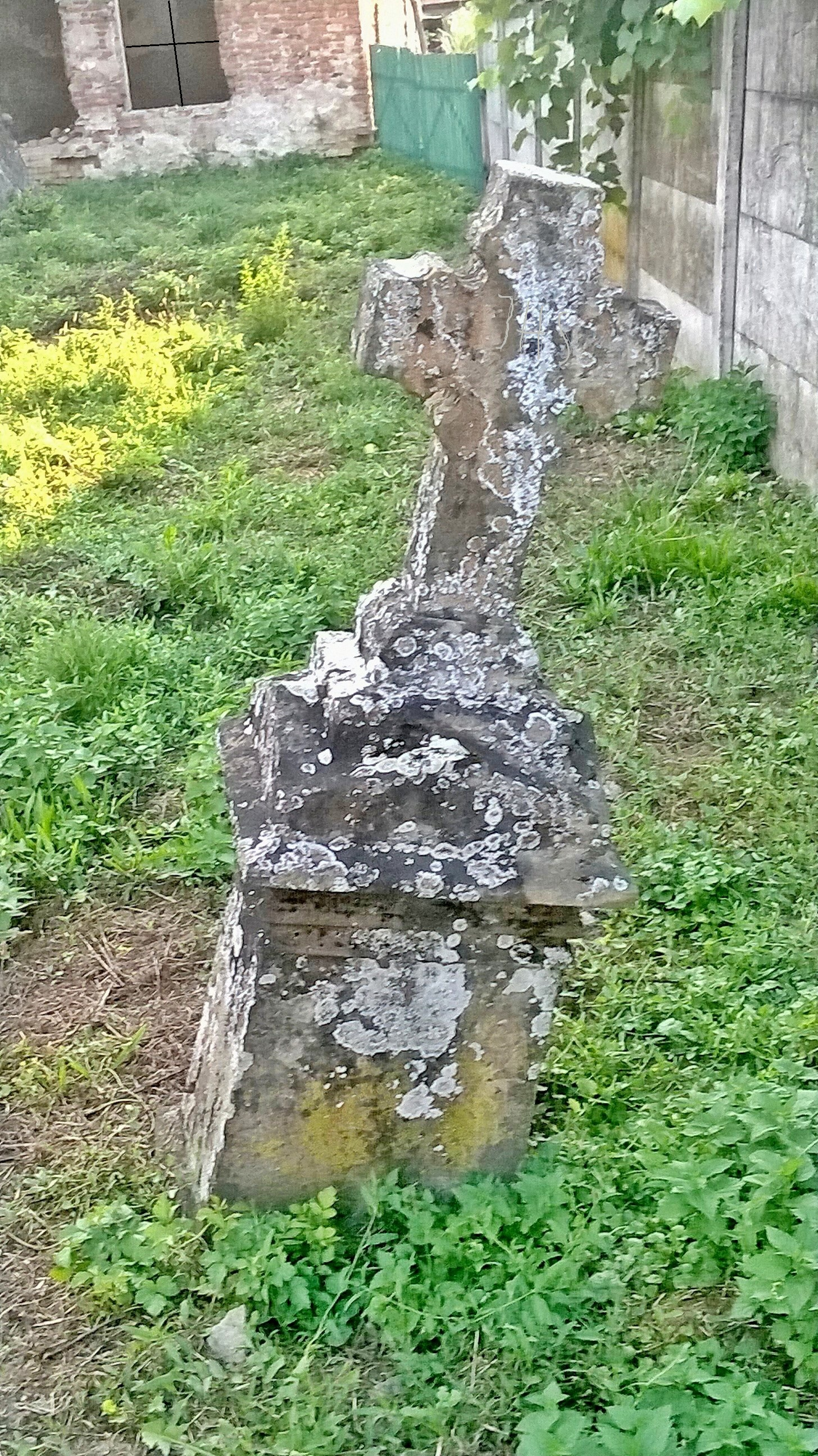
Cruce din piatră ce marchează mormântul unuia dintre ultimii ultim călugări franciscani minoriți de la Biserica Romano-Catolică ,,Sfântul Anton de Padova Ilia. Crucea datează din jurul anului la 1850 și este situată în spatele Bisericii Catolice - fotografie realizată în data de 25.08.2015.

### Școala Confesională Romano-Catolică Ilia cu tradiție în predarea limbii maghiare
Școala Confesională Romano-Catolică din Ilia (lb.hu. A Marosillyei római katolikus vallási iskola)  este situată în curtea Bisericii Romano-Catolice ,,Sfântul Anton de Padova'' Ilia în imediata apropiere a Bisericii Catolice. Ea  este o școală confesională romano-catolică cu tradiție în predarea limbii maghiare și a funcționat secole la rând ca o instituție de învățământ primar inițial pentru populația maghiară din Ilia iar mai târziu și pentru românii și germanii din Ilia, însă majoritatea elevilor erau de etnie maghiară.  La această unitate de învățământ veneau și copii de pe satele apropiate de Ilia, sate precum Bacea, Sârbi, Bretea, Cuieș, acolo nefiind școli pe atunci, ele zidindu-se acolo mult mai târziu și erau de limbă română ca și noua școală de la Ilia. Cursurile școlare erau ținute în limba maghiară, la fel și în cazul scrisului se punea accent pe cel maghiar. Aici erau câțiva  profesori instruiți însă și preotul era învățător al școlii. Mult timp a fost singura școală din localitate și din zonă, ba chiar din ținut.  Se știe că se preda matematica elementară, limba maghiară, religia romano-catolică, și muzica religioasă de rit romano-catolic. Toate orele se țineau la școală cu excepția orelor de muzică ce se țineau pe o vreme în biserică căci avea orgă la balcon în față.  De menționat este faptul  că pe lângă muzică  și slujba religioasă în biserică pe o vreme se țineau și concerte de colinde până s-a construit casa de cultură. Pe o vreme însă frații franciscani sosiți la Ilia se ocupau de educația copiilor împreună cu preotul.  Ea s-a desființat odată cu diminuarea și îmbătrânirea populației romano-catolice din comuna Ilia, astfel treptat impozanta clădire a fostei școli s-a deteriorat considerabil. La Ilia s-a înființat școală de limbă română numită Școala ,,Medie-Mixtă'' Ilia cu 8 clase  care este strămoașa actualului liceu român din localitate, liceul funcționând mereu în clăirile ei. Școala română din Ilia s-a înființat din necesități educaționale după ce cea maghiară nu a mai funcționat, la fel e și pe satele zonei situația, școlile de la satele din zonă fiind de 4 clase.

### Casa Parohială Romano-Catolică Ilia

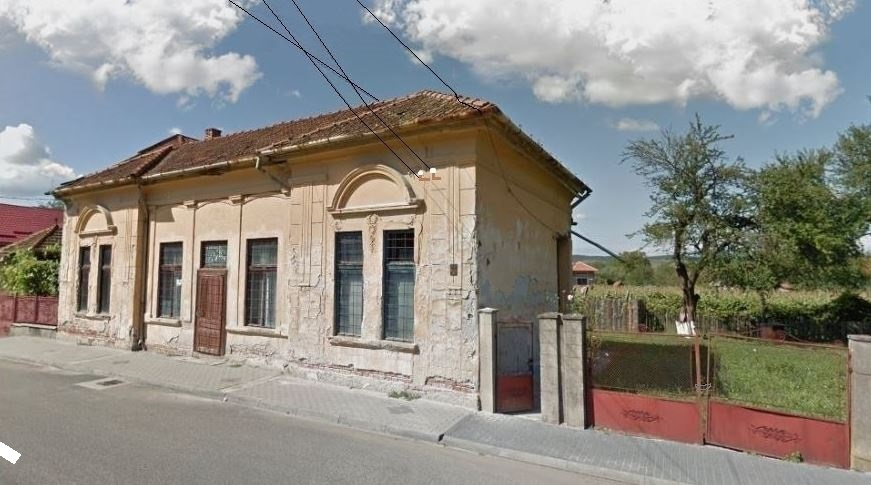
Casa Parohială Romano-Catolică Ilia - fotografie realizată în data de 25.08. 2015.

Casa Parohială Romano-Catolică Ilia (lb.hu. A Marosillyei római katolikus paplak) se află tot în curtea Bisericii Romano-Catolice ,,Sfântului Anton de Padova'' Ilia și este foare veche. În acest edificiu au locuit preoții care au slujit în biserică, iar pe o vreme și câțiva frați franciscani minoriți ce viețuiau pe lângă biserica catolică  Ilia. După ce comunitatea nu a mai avut preot titular această casă s-a degradat foarte mult.

## Obiective de lângă biserică

### Piața ,,Sfântul Anton de Padova”Ilia
Piața ,,Sfântul Anton de Padova” Ilia (lb.hu. A Marosillye  „Páduai Szent Antal” -tér) este situată în fața Bbisericii Romano-Catolice ,,Sfântul Anton de Padova” Ilia, la intersecția străzilor Libertății și Ștefan cel Mare(lb.hu. Stefan cel Mare utca) și  strada Aurel Vlaicu (lb.hu. Aurel Vlaicu utca). Pe vremea când în Ilia nu era asfalt și drumul era pavat cu pietre cubice piața era mai atractivă, astăzi ea însă și-a cam pierdut din frumusețe, nemaiîngrijind-o nimeni ca pe vremuri.

## Cimitirul Romano-Catolic ,,Pacea” Ilia
Cimitirul Romano-Catolic ,,Pacea” (lb.hu. A Marosillyei ,,Béke” római katolikus temető), nu este situat în incinta curții Bisericii Romano-Catolice ,,Sfântul Anton de Padova” Ilia în apropierea acesteia, ci acest cimitir este situat puțin mai departe de biserică. Cimitirul este situat pe strada Unirii la numărul 43 (lb.hu. Unirii utca az 43 számú) având lângă el Cimitirul Evreiesc Ilia. Acest cimitir este foarte vechi, el deținând cruci și morminte vechi chiar și de 200 de ani ale enoriașilor romano-catolici ai Iliei, unii preoți romano-catolici ai comunității și primii călugări frasnciscani care au sosit în Ilia din estul Ungariei. Acesta la fel ca toate edificiile ce țin de Biserica Romano-Catolică Ilia este acum sub egida Mănăstirii Franciscane Deva. În ultimul timp și acesta a cam fost lăsat în paragină întrucât enoriașii în vârstă nu mai au putut să se ocupe cum trebuie de el. 

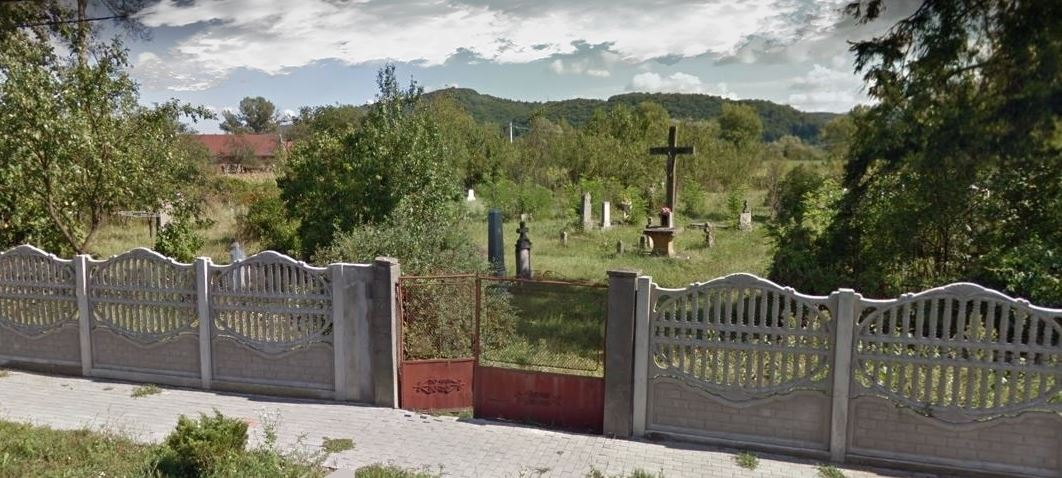
Cimitirul Romano-Catolic ,,Pacea” Ilia - fotografie realizată în data de 25.08.2015.

## Proiecte de reabilitare a bisericii
Deși în ultimele două decenii comunitatea romano-catolică din Ilia s-a diminuat considerabil iar in tot acest timp Biserica Romano-Catolică s-a degradat si ea considerabil, totusi in zilele noastre comunitatea romano-catolică din Ilia nu dorește ca biserica sa se degradeze de tot. Problema este că nu mai există fonduri pentru a se mai renova biserica întrucât comunitatea s-a diminuat.
Însă începând cu primăvara anului 2009 Funtația Teleki László(lb.hu. Teleki László Alapítvány) din Budapesta, Ungaria (lb.hu. Magyarország), o fundație cu un caracter istoric a demarat un amplu proiect de conservare și reabilitare a mai  multor Biserici Romano-Catolice, Biserici Reformate-Calvine și Biserici Reformate-Unitariene de patrimoniu istoric maghiar, secuiesc și ardelenesc din satele comunităților maghiare, secuiești și ceangăiești însemnate din întreg Bazinul Carpatic. Acest proiect se numește ,,Rómer Flóris”. Proiectul fundației demarat din fondurile fundațiiei a cuprins se pare și localitatea Ilia. Astfel în primăvara anului 2017 o echipă de muncitori constructori si tâmplari cu unelte aferente  trimiși din partea Fundației  Teleki László au sosit în Ilia pentru a începe proiectul de reabilitare  Bisericii Romano-Catolice ,,Sfântul Anton de Padova'' Ilia. Acesti muncitori au început proiectul ce viza Biserica Catolică Ilia de la nivelul acoperișului  vechi ce își făcuse bine datoria la vremea sa însă acum  era foarte degradat din cauza trecerii timpului în sensul că prezenta țigle sparte, contrafișe rupte și șubrede, căpriori deplasatați și deformati din cauza apei de la nenumărate ploi care pătrundea prin acoperiș în interiorul bisericii lăsând multă igrasie pe tavanul bisericii și chiar pe zidurile exterioare și interioare ale acesteia, etc.
Astfel că muncitorii au înlocuit toți acesti căpriori, popii acoperișului și desigur clemele acestuia cu unele noi și rezistente realizate în Ungaria din lemn de brad, cele vechii fiind putrezite, deformate și fisurate din cauza infiltrarii apei prin unele țigle sparte. În 3 săptămâni din 03 mai de la pornirea lucrărilor până în 28 mai când lucrările s-au încheiat, acești muncitori maghiari au înlocuit complet absolut toate elementele ce țin de partea lemnoasă  a acoperișului bisericii(scheletul acoperișului) ce ține de sala principală, altar și sacristie, acoperișul turnului fiind realizat din tablă. La acoperișul turnului însă nu s-au demarat lucrări deocamdată deși și acesta necesită o amplă reabilitare căci prezintă fisuri ba chiar bucăți de tablă lipsă cazute în timp din cauza ploii și a ruginirii masive. Pe lângă întocuirea tuturor elementelor din lemn ce țin de acoperișul bisericii pentru a sporii rezistența acoperișului, echipa de muncitori ai fundației maghiare a înlocuit și toate țiglele sparte din acoperișul bisericii cu țigle noi și colțare noi prinse cu adeziv, toate aduse tot din Ungaria pentru ca apa să nu mai poată pătrunde în podul bisericii și în interiorul ei desigur. iar țiglele vechi  și colțarele acestora care au mai fost încă bune, au fost repuse pe acoperiș, cele sparte împreună cu tot lemnul vechi și uzat al acoperișului fiind îndepărtate. Totodată echipa de mucitori a fundației maghiare a înlocuit și toată ștocătura pentru ca stolurile de porumbei să nu mai poată pătrundă în podul bisericii pentru a face mizerie, a lăsa pene și deteriora noul acoperiș, muncitorii curățând de mizeria lăsată în urmă de porumbei tot podul bisericii ce ține de sala principală, altar și sacristia bisericii.  După aceea au urmat alte reabilitării. Acoperișul bisericii este construit pe trei planuri principale și anume acoperișul turnului realizat in patru ape(părți), cel al sălii principale realizat in doua ape și al altarului realizat tot in doua ape, toate fiind în linie dreaptă precum construcțiile în sine. Însă acoperișul bisericii catolice Ilia prezintă și un plan secundar reprezentat de acoperișul sacristiei realizat numai într-o singura apă el fiind situat într-o parte laterală ca sacristia. Fiecare acoperiș amintit este situat la un nivel diferit unul de celălalt ca înălțime ca si incaperile ce le adăpostesc. Astfel se pornește de la acoperisul turnului care este cel mai înalt, apoi urmează acoperișul sălii principlale iar apoi cel al altarului si în final acoperișul sacristiei ca înălțime. Toate cele trei planuri principale ale acoperișului bisericii catolice din Ilia este flancat de o cruce a cărei mărimi scade de la cea de pe turn spre cea de la altar. Acestea au fost vechi și ruginite  de la ploi iar pe lângă aceste aspecte amintite crucii originale din turn îi căzuse o parte din  braț, ea fiind lovită de un trăznet ivit dintr-o ploaie torențială care a ocupat brusc cerul Iliei pe data de 23 iulie 2009. Toate aceste crucii  menționate anterior au fost înlocuite de muncitori cu unele noi  din fier pentru ca ele să indice populației căci clădirea respectivă este Casa Domnului. De asemenea noii cruci din turn i-sa adăugat și un nou paratrasnet cu împământare pentru a ține fulgerul și trăznetele la distanță de biserică, cel vechi fiind  degradat.  Lucrările  s-au desfășurat în ordinea înlțimii acoperișurilor pentru a se lucra ordonat și precis.Toate materialele provin din Ungaria din orașul Pécs iar muncitorii sunt  tot din Ungaria de la Visegrád. 
A fost  apoi înlocuit desigur și tot sistemul de streașini și cetârne a bisericii ca apa să nu se mai prelingă pe zidurile bisericii, ansamblul vechi de streașini și cetărne fiind găurit și plin de sedimente. Cel nou este din tablă zincată. 
Acoperișul de tablă a turnului nu a fost înlocuit deși fiind vechi, echipa a considerat că mai poater rezista ceva timp până se încep noi lucrări la Biserica Catolică de la Ilia.   
A ieșit în final ca rezultat al municii intense un acoperiș nou dar cu noi elemente dar care păstrează forma și dimensiunile celui vechi originale. Toate elementele reînlocuite respectă dimensiunea, aspectul și forma celor originale vechi de câteva secole, echipa realizând astfel nu numai o reabilizare a acoperișului, nu doar o reînoire a acestuia ci și o atentă conservare a sa, nedorindu-se stricarea sau degradarea arhitecturii ecleziastice originale ci reîmprospătarea sa. Acestea au fost lucrări exterioare, la interiorul bisericii nu s-a început nici o lucrare deocamdată, însă fundația promite comunității căci în viitorul apropiat se vor executa lucrări de zidărie atât lucrări exterioare cât și interioare. 

## Biografie
- ,,Márton Áron-az erdély püspöke'', Pr. OFM Ferenc Béla, editura Erdély Katolikus Egyházy, Alba Iulia, 2009.
- ,,Biserici medievale catolice din Ardeal''(  ,,Az feudalizmus katolikus erdély templomai'') ediție bilingvă româno-maghiară, Pr. Urbán János, prof. Ruzsa Imre, Mircea Bogotă, editura Szent István király, Miercurea Ciuc, 2012.
- ,,Magyar az Marosillei fallu'', prof. Arpad Kovaks, prof. Géza Atilla, editura Corvin, Deva, 2012.
- ,,Istoria catolicismului latin la Ilia''(,,A latinus katolicizmus története az Marosillyei-ban''), ediție bilingvă româno-maghiară, Dr. conf. Fehér Miklós, prof. Leonida Gheorghe, Ioan Păuliș, editura Corvin, Deva, 2008.

## Galerie de imagini

Biserica Romano-Catolică ,,Sfântul Anton de Padova'' Ilia, Curtea Bisericii Romano-Catolice Ilia și Strada Sándor Petőfi(în prezent Strada Ștefan cel Mare) - fotografie realizată  de un anume Dézsi(Dézsi az...), un bărbat care locuia în satul Ilia așa cum rezultă din scrisul din partea de sus a acestei fotografii de epocă - fotografie realizată  în primăvara anul 1907
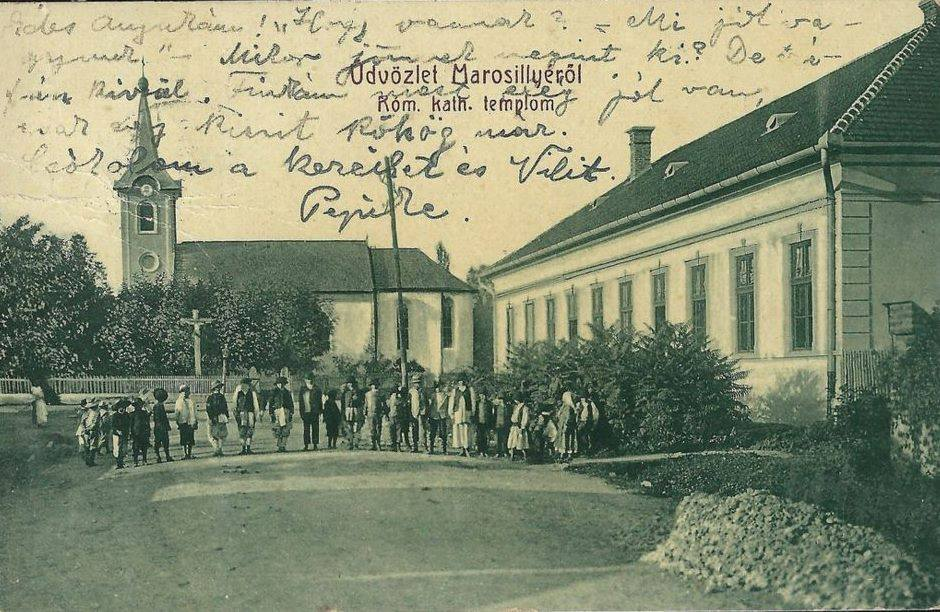
Biserica Romano-Catolică ,,Sfântul Anton de Padova'' Ilia, Curtea Bisericii Romano-Catolice Ilia, Piața ,,Sfântul Anton de Padova'' Ilia cu un grup de locuitori ai satului Ilia: femei și bărbați îmbrăcați în straie țărănești locale de sărbătoare la care la poetul femeiesc se pot observa cămășile cu broderii cu flori de maci iar la costumul bărbătesc ies în evidență itarii strâmți - fotografie realizată în data de 13 iunie 1911 cu ocazia celebrării Sărbătorii Sfântului Anton de Padova, patronul spiritual al Bisericii Romano-Catolice Ilia
Biserica Romano-Catolică ,,Sfântul Anton de Padova'' Ilia, Curtea Bisericii Romano-Catolice Ilia, Piata Sfântul Anton de Padova Ilia, Strada Regina Maria(în prezent Strada Libertății) - fotografie color de tip carte poştală realizată în anul 1903
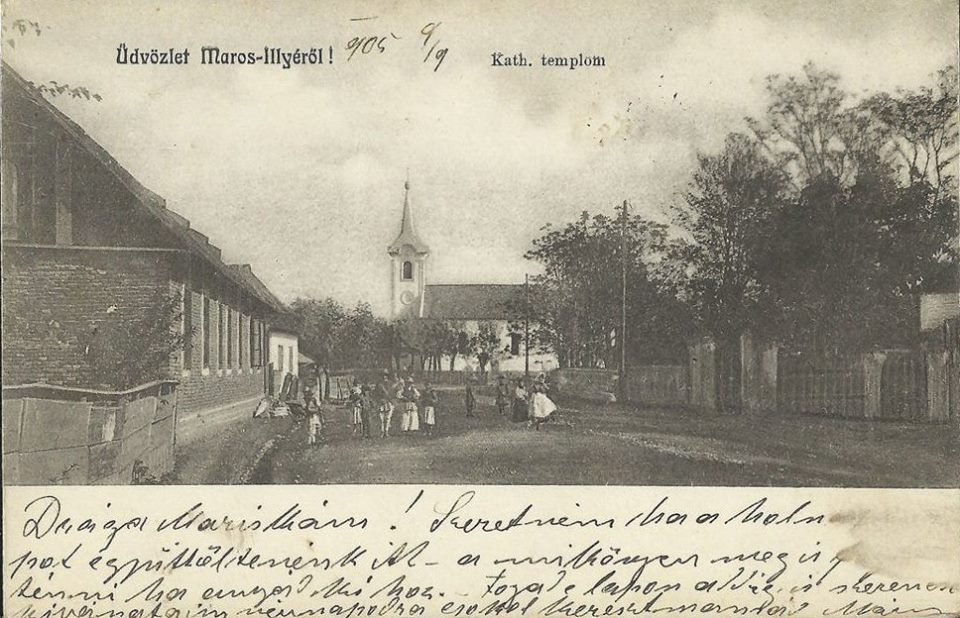
Biserica Romano-Catolică ,,Sfântul Anton de Padova'' Ilia, Curtea Bisericii Romano-Catolice Ilia, Piața ,,Sfântul Anton de Padova'' Ilia, Strada Regina Maria(în prezent Strada Libertății) în centru cu câțiva locuitori ai satului Ilia: femei și bărbați îmbrăcați în straie țărănești de zi cu zi iar pe margine se poate observa o serie de case vechi din Ilia - fotografie realizată în data de 9 septembrie 1905, dată precizată în partea centrală de sus a fotografiei (...9/9 1905)
Biserica Romano-Catolică ,,Sfântul Anton de Padova'' Ilia, Curtea Bisericii Catolice Ilia, Școala Confesională Romano-Catolică Ilia cu tradiție în predarea limbii maghiare, Strada Regina Maria(în prezent Strada Libertății) - fotografie realizată în anul 1900, an precizat în partea stângă de jos a acestei fotografii
Biserica Romano-Catolică ,,Sfântul Anton de Padova'' Ilia, Curtea Bisericii Romano-Catolice Ilia, Piața ,,Sfântul Anton de Padova'' Ilia cu câțiva locuitori ai satului Ilia: femei și bărbați îmbrăcați în straie țărănești de sărbătoare discutând în centru iar pe margine o serie de case vechi cu terenuri anexate din Ilia și Pretura Maghiară Ilia din centrul istoric(vechi) al  satului Ilia. După claritatea fotografiei putem afirma că ea a fost realizată cu un aparat de fotografiat ,,Holzcamera  fabricat în Germania la sfarsitul secolului al XIX-lea - fotografie realizată în anul 1910
Biserica Romano-Catolică ,,Sfântul Anton de Padova'' Ilia, Curtea Bisericii Romano-Catolice Ilia,  Piața ,,Sfântul Anton de Padova'' Ilia, Strada Regina Maria(în prezent Strada Libertății), Pretura Maghiară Ilia - fotografie realizată în anul 1909
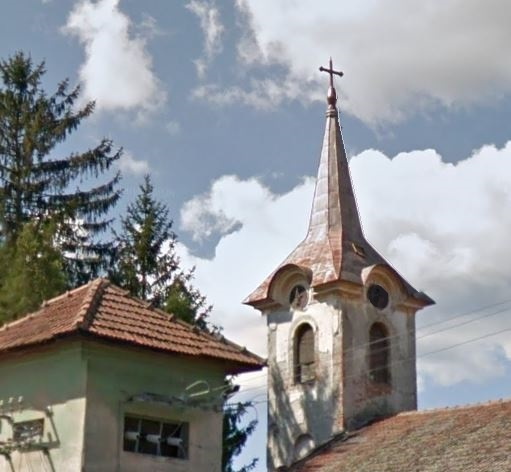
Turnul Bisericii Romano-Catolice ,,Sfântul Anton de Padova'' Ilia având tot vechiul acoperiș dar o cruce nouă în vârf și un nou paratrăsnet - fotografie realizată în data de 09.05.2017
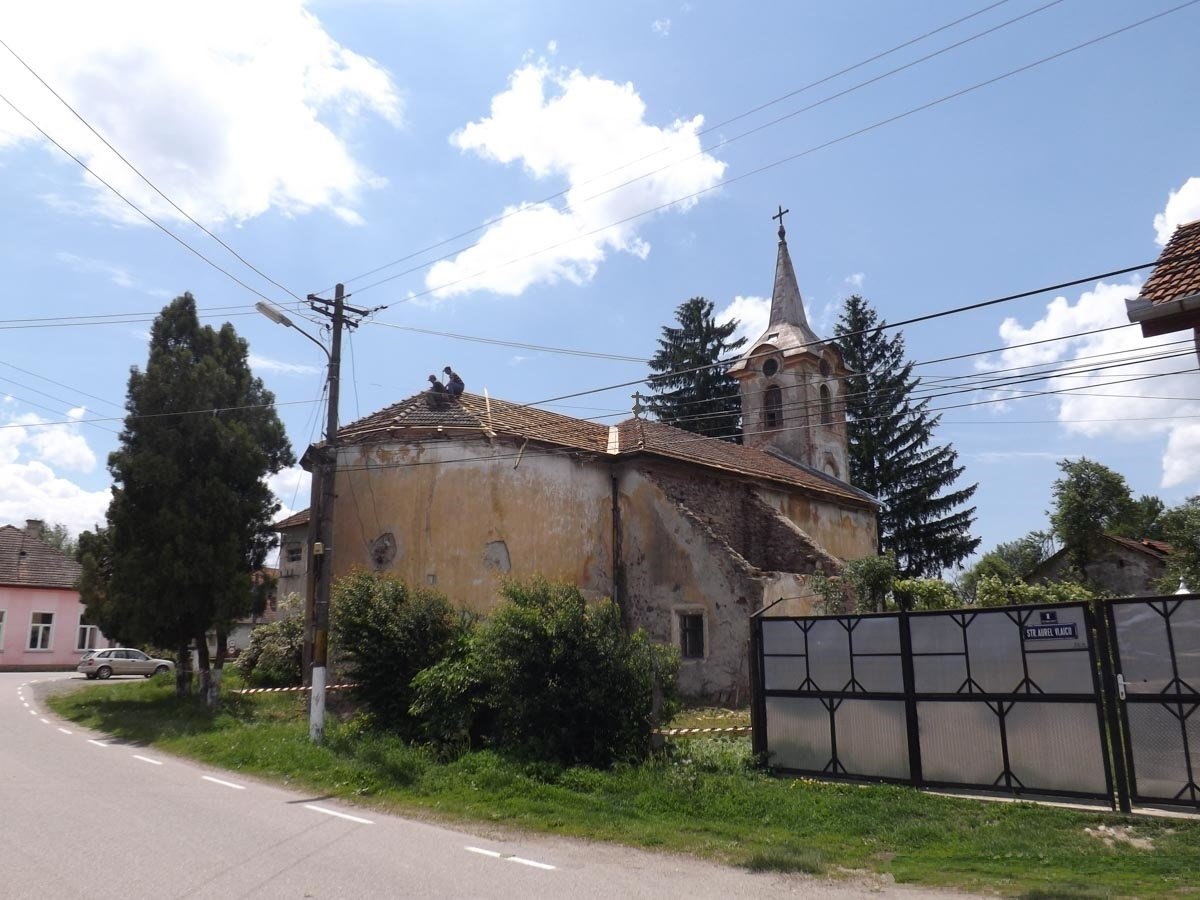
O parte din echipa de muncitori și tâmplari trimisă de Fundația ,,Teleki László'' din Budapesta, Ungaria pentru renovarea acoperișului Bisericii Romano-Catolice ,,Sfântul Anton de Padova'' Ilia. Ei lucrează la acoperișul  altarului, mai exact la fixarea noilor cornișe realizate tot din lemn de brad aduse din Ungaria. Se observă că noua cruce a fost montată deja în vârful acoperișului turnului bisericii, crucea aceasta înlocuind-o pe cea veche a turnului. Se mai poate observa în această fotografie că deja încep lucrările  de reconstrucție și la noul acoperiș al sacristiei, cel vechi fiind dat jos în totlitate după cum se vede - fotografie realizată în data de 26.05. 2017